# 이병린
이병린(李丙璘, 1911년 ~ 1986년 8월 21일)은 박정희 유신 독재에 반대하는 민주회복국민회의 공동대표 등으로 있으면서 두 차례 구속되기도 했던 재야 인권 변호사인 대한민국의 법조인이다. 본관은 우봉(牛峰), 아호가 심당(心堂)이다.

## 생애
일제강점기 시기인 1911년 경기도 양평군에서 한의사의 아들로 태어난 이병린은 경성사범학교의 전신인 경성 제1고등보통학교를 졸업하고 1935년 4월 서울매동국민학교 교사에 임용되어 재직하다 1940년 8월 조선변호사시험에 합격하였다. 1941년 함경북도 청진군에서 변호사 개업을 하다 1942년 서울특별시로 옮겨 활동을 하였으며 1957년부터 1969년까지 서울변호사회 부회장, 대한변호사협회 총무, 서울변호사회 회장과 제13대(1965년 5월 ~ 1966년 5월), 제17대(1968년 5월 ~ 1969년 5월) 대한변호사협회 회장을 역임했다. 1960년에 경찰행정개혁심의회 위원장과 3.15 의거 진상조사위원회 위원, 1961년 귀속재산소청심의위원으로 활동했다. 저서로는 수필집 <법 속에서 인간 속에서>가 있다.
국제앰네스티 한국지부 이사장으로서 민주회복국민회의 대표 위원을 하던 1975년 1월 17일에 "1974년 3월부터 20살 연하의 음식점 마담인 유부녀와 서울 청계천 청계관광호텔 등에서 10여 차례 정을 통하였다"는 혐의로 한국주택공사 한강 관리사무소 직원 이모씨가 고소한 간통 사건으로 서울지방검찰청 황진호 검사에 의해 구속된 이병린에 대해 국제앰네스티 일본지부는 대한민국 정부에 대해 이병린의 구속에 항의하면서 즉시 석방을 요구했다. 이병린은 앞서 1973년 국제앰네스티 한국지부 이사장에 추대된 바가 있다. 이후 간통 사건 고소인이 1975년 2월 6일 고소를 취하하면서 법원은 공소권 없음을 이유로 공소기각하여 2월 10일자로 석방했다. 구속되기 전에 중앙정보부 요원이 찾아와서 "민주회복국민회의 대표위원을 사퇴하지 않으면 간통죄로 구속될 것이다"라고 말하였다.
대한변호사협회장으로 있던 1964년 6.3 사태에 대해 "비상계엄선포는 위법이다 계엄법 제4조는 '비상계엄 선포 요건을 전쟁이나 사변에 있어 적에게 포위된 때'라고 규정하고 있지 않은가 6.3 데모 사태는 전쟁도 사변도 아니란 말이다"고 하면서 비상계엄 즉시 해제와 구속된 학생, 언론인의 석방을 요구하는 '인권에 관한 건의서'를 대통령, 국무총리, 계엄사령관 등 요직과 각 언론기관에 배포하면서 영장 없이 포고령 위반 혐의로 구속되는 등 두 차례에 걸쳐 구속되었던 이병린은 1975년 12월 후배 변호사인 홍성우에게 "고우(故友)여 태안(泰安)하라 북악(北岳)도 잘 있거라 남로천리(南路千里) 가는 길에 북풍한설(北風寒雪) 몰아치고 눈물도 얼을 싸하여 손수건에 담노라"는 시조 1편을 띄우며 서울을 떠나 연고가 없는 경상북도 상주시와 안동시, 김천시에서 변호사를 하면서 지방민의 인권 옹호를 위한 노력을 하였으나 1986년 5월 신병 치료를 위해 서울시 은평구로 돌아와 변호사를 하다 1986년 8월 21일 오전 9시 서울시 은평구 불광동 자택에서 숙환으로 사망했다.
1964년 포고령 위반으로 구속되었을 때 관계 당국이 변호사를 통해 "변호사협회가 건의한 내용을 취소한다는 성명을 발표하면 석방하겠다"고 제의를 했으나 이병린은 "당치도 않은 소리요 그따위 흥정에 귀가 솔깃해지는 당신들이 변호사요? 젊은 사람들이 그렇게 의지가 약해서야 무엇에 쓴담"이라고 말했다. 결국 7월 28일에 공소취하로 석방이 되자 "죄가 있다고 구속했던 것이니 재판을 받아보고 당당히 나가야지 그냥은 못나가겠소"라며 석방을 거부했으나 석방이 계엄령 해제에 따른 조치라는 설명에 "그렇다면 사필귀정이니 마음놓고 나가야지"라고 했다.
이후 1969년 3선개헌에 의하여 박정희 정부가 장기집권을 획책하자 1971년에 이를 저지하기 위하여 조직된 민주수호국민협의회의 공동대표로 추대되었으며 1974년 12월에 유신헌법이 발의되자 민주회복과 국민의 기본권보장을 위하여 1973년 유신헌법철폐를 요구하는 헌법개정 청원 운동본부를 조직하였으며 1974년에는 이를 대연대하여 민주회복국민회의를 조직하고 그 공동대표로 추대되었다.
법에 대해 "올바른 입법자와 운용자를 만날 때 비로소 진가가 발휘되는 운"이라고 정의하였던 이병린은 1972년 4월 29일 KAL호텔에서 열린 서울변호사회(회장 임한경) 정기총회에서 제정된 명덕상(대상)을 받았다. 이후 울지방변호사회 후배 변호사들이 2002년 12월 10일 세계 인권 선언 기념일을 맞아 서울 서초동 변호사회관 1층 홀에서 이병린 변호사를 기리기 위해 흉상 제막식을 했다.
이병린은 1970년 군사정권을 비판한 담시 <오적> 필화사건의 시인 김지하와 윤보선 전 대통령과 강신옥 변호사의 긴급조치 위반 사건 등에서 변론을 맡았다. 특히 [[강신옥[[ 변호사가 법정에서의 변론이 문제가 되어 구속되자 "변호사가 서 있는 발판이 무너져내려 설 땅이 없어지게 된 사건"이라고 말했다.
4.19 혁명 직후 서울지방검찰청 검사장에 발탁될 기회가 있었으나 고사했던 이병린은 평생 재야 변호사로 있으면서 줄곧 법치주의의 확립 특히  1967년에 퍼낸 <법 속에서 인간 속에서>라는 저서에 실린 <행정부와 사법부>라는 글에서 "행정부가 횡포를 부리면 사법부는 비굴해진다. 행정부에는 지배하는 생리가 있고 사법부에는 저항하는 생리가 있다"는 등 사법부와 행정부의 특성을 45개항에 걸쳐 대비하면서 사법권의 독립을 강조했으며 "법을 때리면 억울한 사람이 쓰러진다,","민주주의의 건축의 기초 공사는 사법권의 독립을 확보하는 일이다"는 등의 법 격언을 만들었다. 민주화운동의 뼈대를 민주헌법의 수호로 잡으면서 "지고한 목표와 기준이 없이 상황에 따라 행동한다면 편의주의와 독ㄱ단에 빠질 위험이 있다. 여기에는 반드시 대의명분이 필요하며 현대에 있어 대의명분은 헌법이다"고 했다. 불교 신자는 아니지만 "죽기 전에 불교관에 입각한 법철학에 관한 저술을 남기고 싶다"고 말할 정도로 이병린은 불교 사상에 심취하였다.

## 같이 보기
- 최종고《한국의 법률가》[15]
- 고은《만인보》
- 장준환《변호사들》
- 한국민족문화대백과사전